# Dracula (pel·lícula de 1958)
Dracula és una pel·lícula de terror gòtica britànica de 1958 dirigida per Terence Fisher i escrita per Jimmy Sangster basada en novel·la homònima de Bram Stoker de 1897. La primera de la sèrie de pel·lícules de Hammer Horror protagonitzades per Christopher Lee com a Comte Dràcula, la pel·lícula també compta amb Peter Cushing com a Doctor Van Helsing, juntament amb Michael Gough, Melissa Stribling, Carol Marsh i John Van Eyssen. Als Estats Units, la pel·lícula va ser retitulada Horror of Dracula per evitar confusions amb la original estatunidenca de Universal Pictures, Dracula de 1931.
La producció va començar a Bray Studios el 17 de novembre de 1957 amb una inversió de 81.000 £. Com a comte Dràcula, Lee va fixar la imatge del vampir amb ullals a la cultura popular. Christopher Frayling va escriure, "Dracula va introduir ullals, lents de contacte vermelles, degollatge, estaques de fusta ja preparada i, en la celebrada seqüència de crèdits, sang esquitxada fora de la pantalla sobre el taüt del comte." Lee també va introduir una sexualitat fosca i inquietant al personatge, Tim Stanley va afirmar: "La sensualitat de Lee era subversiva, ja que donava a entendre que a les dones els agradaria molt que els masteguessin el coll un semental".
El 2017, una enquesta de 150 actors, directors, escriptors, productors i crítics per a la revista Time Out va veure que Dracula es va classificar com la 65a millor pel·lícula britànica de la història. La revista Empire va classificar la interpretació de Lee com el comte Dràcula com el setè personatge de pel·lícula de terror més gran de tots els temps.

## Argument

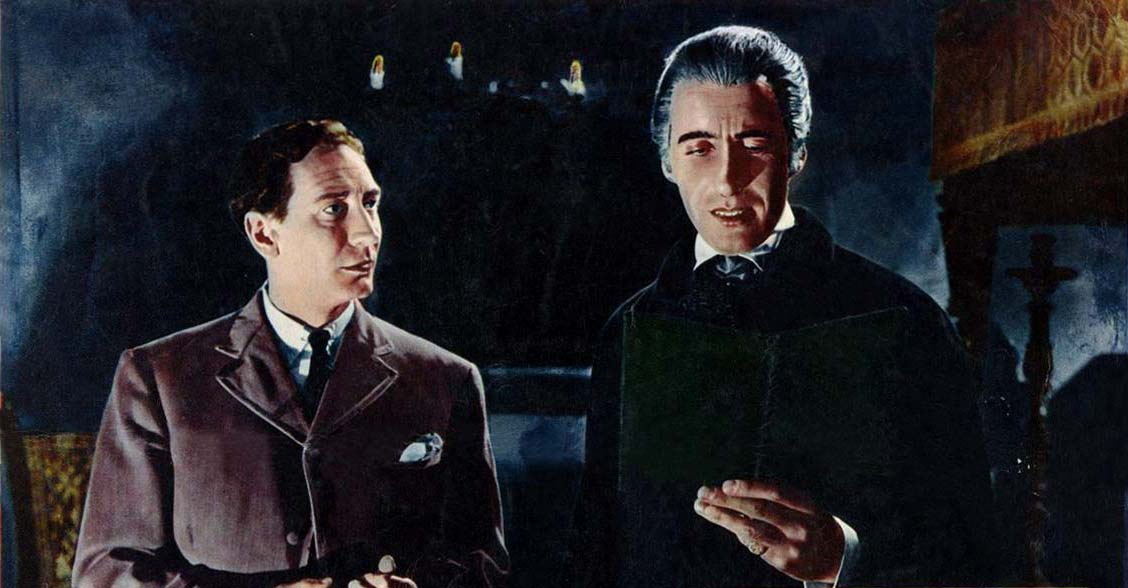
John Van Eyssen i Christopher Lee.

El 1885, Jonathan Harker arriba al castell del comte Dràcula prop de Klausenburg per ocupar el seu càrrec de bibliotecari. A dins, s'espanta per una jove que afirma que és una presonera i li demana ajuda. Dràcula arriba, saluda en Harker i el guia a la seva habitació. Sol, Jonathan escriu al seu diari, revelant les seves veritables intencions: és un caçador de vampirs i ha vingut a destruir Dràcula.
Algun temps després, Harker es torna a enfrontar a la dona desesperada. Ella es revela com un vampir i li mossega el coll. Dràcula arriba i l'allunya mentre Harker es desmaia. Quan es desperta a la seva habitació a la llum del dia, Harker descobreix les marques de mossegada al coll. S'adona que ha perdut gairebé tot un període de llum del dia. Harker escriu una entrada final al seu diari i amaga el llibre fora del castell. Ell baixa a una cripta per trobar Dràcula i la dona vampir sense nom descansant als seus taüts. Harker aposta primer a la dona, un error que li costarà la vida. Es marceix fins a la vellesa i mor. Quan Harker es gira cap al taüt de Dràcula, el troba buit. Dràcula, despertat, tanca la porta de la cripta, atrapant en Harker.
Passen els dies i el doctor Van Helsing arriba a Klausenburg, buscant en Harker. La filla d'un hostaler li dona el diari d'en Harker. Quan arriba al castell de Dràcula, el troba desert, tot i que es troba amb el retrat que Harker tenia de la seva promesa Lucy Holmwood, amb les fotos ara desaparegudes. Van Helsing troba en Harker al taüt de Dràcula a la cripta, transformat en vampir. Aposta a Harker abans de marxar cap a la ciutat de Karlstadt, on lliura la notícia velada de la mort d'Harker a Arthur Holmwood i la seva dona Mina, germà i cunyada de Lucy, que està malalta. Quan cau la nit, la Lucy obre les portes de la seva terrassa i posa al descobert el seu coll, que ja porta la marca d'una mossegada de vampir. Aviat, Dràcula arriba i la mossega de nou.
La Mina busca l'ajuda de Van Helsing per tractar la malaltia de la Lucy, però Lucy demana a la minyona Gerda que li tregui els seus rams d'all prescrits, i l'endemà la troben morta. Van Helsing lliura el diari de Harker a Arthur. Tres dies després que Lucy sigui enterrada, una Lucy no morta atrau la filla de Gerda, Tania, a un cementiri, on Arthur ha trobat la tomba de Lucy buida. Van Helsing apareix i protegeix Lucy amb una creu. Li explica a l'Arthur que la Lucy va ser l'objectiu de substituir la dona que Harker va matar. Van Helsing suggereix utilitzar-la per portar-los a Dràcula, però Arthur es nega, i Van Helsing l'estaca al seu taüt. L'Arthur fa una última mirada al cos de la Lucy i la veu en pau.
Van Helsing i Arthur viatgen fins al pas fronterer d'Ingolstadt per localitzar el taüt de Dràcula. Mentrestant, la Mina rep un missatge suposadament d'Arthur, dient-li que vagi a l'adreça de Karlstadt, on espera Dràcula. L'endemà, l'Arthur i en Van Helsing visiten l'enterrador però troben el taüt de Dràcula desaparegut. Més tard, l'Arthur intenta donar-li una creu a Mina, però la crema, revelant que ella mateixa s'està convertint en un vampir. Durant la nit, Dràcula apareix dins de la casa i la mossega. Arthur accepta donar-li una transfusió de sang administrada per Van Helsing. Quan l'Arthur demana a la Gerda que agafi una mica de vi, aquesta li diu que la Mina li havia prohibit baixar al celler. En sentir això, Van Helsing baixa les escales i troba el taüt de Dràcula, però està buit. Dràcula s'ha escapat a la nit amb la Mina, intentant convertir-la en la seva nova núvia vampir.
Es produeix una persecució mentre Dràcula s'afanya a tornar al seu castell abans de la sortida del sol. Intenta enterrar viva a Mina fora de la cripta, però és interromput per l'arribada de Van Helsing i Arthur. Perseguint Dràcula dins del castell, Van Helsing lluita amb el vampir abans d'enderrocar les cortines per deixar entrar la llum del sol. Van Helsing forma una creu amb dos canelobres, conduint Dràcula als raigs del sol, i s'enfonsa en pols mentre Van Helsing mira. La Mina es recupera i la cicatriu en forma de creu s'esvaeix de la seva mà mentre les cendres de Dràcula s'allunyen a la brisa del matí, deixant només la seva roba i l'anell.

## Repartiment
- Peter Cushing com a Doctor Van Helsing
- Christopher Lee com a Comte Dràcula
- Michael Gough com a Arthur Holmwood
- Melissa Stribling com a Mina Holmwood
- Carol Marsh com a Lucy Holmwood
- John Van Eyssen com a Jonathan Harker
- Valerie Gaunt com a Dona vampir
- Olga Dickie com a Gerda
- Janina Faye com a Tania
- Charles Lloyd Pack com a Doctor Seward
- George Merritt com a policia
- George Woodbridge com a propietari
- George Benson com a oficial de frontera
- Miles Malleson com a enterrador
- Geoffrey Bayldon com a Porter
- Barbara Archer com a Inga
- Paul Cole com a Lad

## Producció

### Concepte

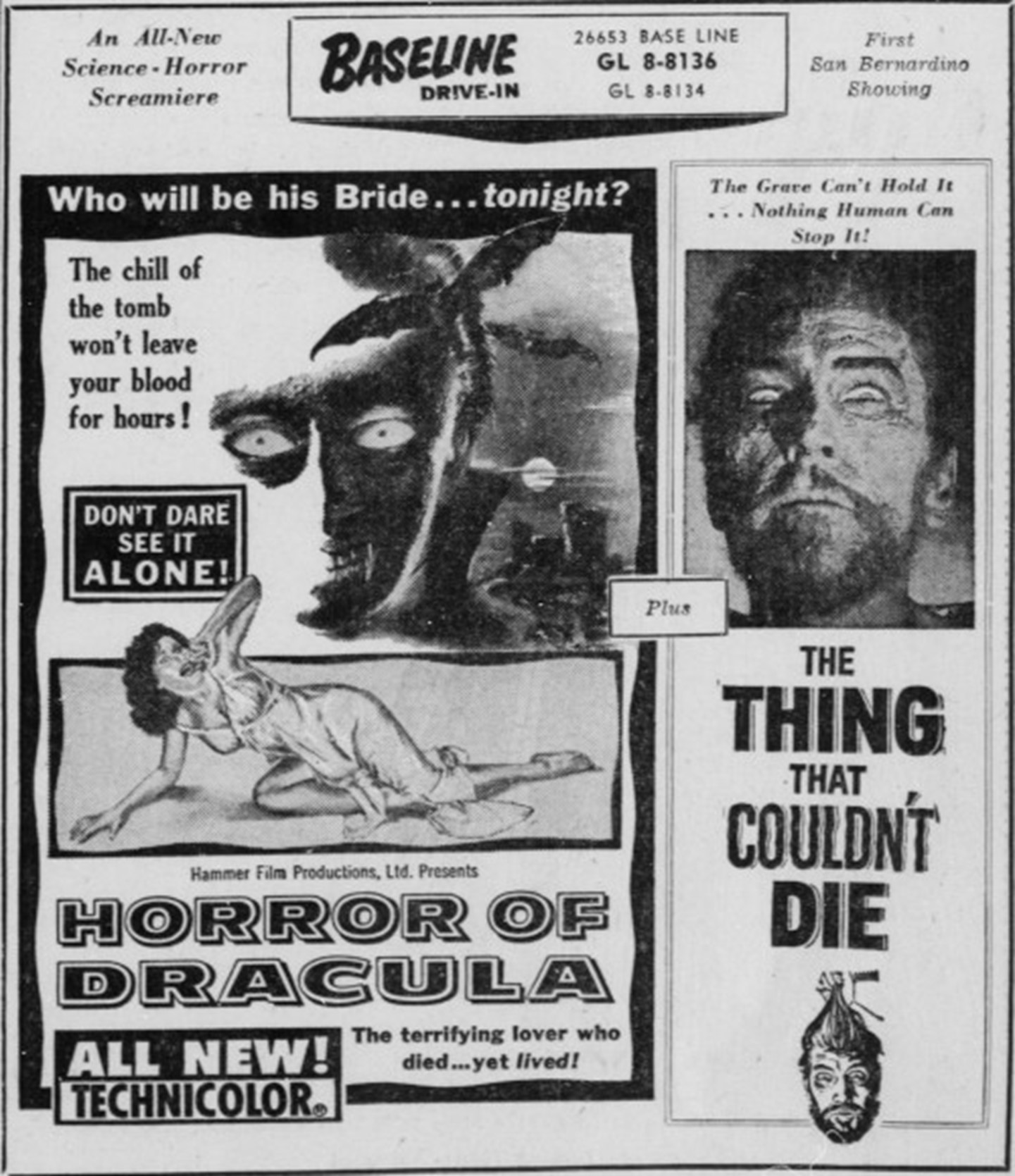
Anunci d’autocinema del 1958 per Horror of Dracula juntament amb, The Thing That Couldn't Die.

Tal com va comentar Christopher Lee en una entrevista a A Dream of Dracula de Leonard Wolf: "Sempre vaig estar en contra de tota la interpretació de la corbata i la cua. Segurament és l'altura del ridícul que un vampir sorgeixi de l'ombra amb corbata blanca, cues, sabates de xarol i una capa completa". Lee va dir que no va veure mai cap altra actuació de Dràcula fins molt després de fer les seves pel·lícules, i que quan va aconseguir el primer paper [de Dràcula] amb poc temps per preparar-se, "va haver d'afanar-me a llegir el llibre...[i] la interpretació fresca, sense coneixements d’actuacions prèvies."
En la mateixa entrevista Lee va dir el següent sobre Dràcula: "També havia de tenir un element eròtic sobre ell (i no perquè clavés les seves dents a les dones)... És un assumpte misteriós i té alguna cosa a veure amb l'atractiu físic de la persona que t’està xuclant la vida. És com una donació sexual de sang... Les dones se senten atretes pels homes per centenars de raons. Una d'elles és una resposta a l'exigència de donar-se, i quina major evidència que dona la teva sang que flueix literalment del teu propi torrent sanguini? És l'abandonament total d'una dona al poder d'un home".
Lee creia que havia descobert alguna cosa en el personatge que no s'havia fet abans: "I també perquè havia llegit el llibre i potser havia descobert alguna cosa en el personatge que altres persones no havien notat o no havien vist va decidir presentar-se, i és que el personatge és heroic, eròtic i romàntic". També va veure una certa tragèdia a Dràcula i va intentar injectar-la per interpretar-lo: "Sempre he intentat posar un element de tristesa, que he anomenat la solitud del mal, al seu Dràcula no vol viure, però ho ha de fer! No vol continuar existint com a no-mort, però no té més remei."
Lee també va sentir que l'autenticitat de la novel·la de Stoker era important i es va frustrar amb les seves pel·lícules de Dràcula de Hammer: "Les històries tal com m'han donat gairebé no han tingut cap relació amb el llibre... que és la meva queixa reiterada". "El meu gran lament sempre ha estat que mai no he pogut presentar el comte exactament tal com el va descriure Bram Stoker de cap de les maneres. Això sempre es va deure als guions pobres i a la manca d'imaginació per part de la gent que mai semblava entendre tot el potencial de la història."

### Rodatge
Quan Hammer va demanar una adaptació de la novel·la de Stoker, el guionista Jimmy Sangster va decidir racionalitzar-la per adaptar-la a menys de noranta minuts de temps de pantalla i rodar amb un pressupost baix dins dels límits de Bray Studios i la seva finca circumdant. Treballant sota aquestes limitacions, Sangster va plantejar que Jonathan Harker viatja al castell de Dràcula amb la intenció de destruir Dràcula (no per completar una transacció immobiliària, com a la novel·la) i és assassinat, convertint Arthur Holmwood en el marit de Mina. i Lucy en la promesa d'Harker i la germana d'Arthur. Personatges com Renfield o Quincey Morris es van eliminar completament. La subtrama de l'esgarrifós viatge del vaixell que transporta Dràcula i els seus taüts a Anglaterra també es va abandonar i es substitueix a la pel·lícula per un curt viatge en cotxe fúnebre perquè tota l'acció transcorre en una zona relativament petita de l'Europa central. El personatge de Van Helsing també era diferent del personatge de la novel·la original. Cushing va explicar la transformació: "[La maledicció de] Frankenstein es va convertir en aquest enorme èxit, i allà estava jo quan era un home més jove, i el públic es va acostumar a que em veiés així. I vaig dir: "Ara mira aquí, què fem amb Van Helsing? Vull dir, selecciones un vell amb barba que parla de manera inintel·ligible o jo? És una ximpleria inventar-me així. Per què no tens algú que s'assembla a ell? Així que tots vam decidir, bé, oblidem-ho i interpretem-lo tal com sóc, com era aleshores."
La capacitat de Dràcula de transformar-se [en llop, ratpenat o boira] es va abandonar per raó del realisme, segons Sangster: "Vaig pensar que la idea de poder convertir-se en un ratpenat, un llop o qualsevol cosa semblant va fer que la pel·lícula sembli més un conte de fades del que havia de ser. Vaig intentar basar el guió fins a cert punt a la realitat."
Terence Fisher creia: "La meva major contribució al mite de Dràcula va ser fer emergir l'element sexual subjacent a la història. Ell [Dràcula] és bàsicament sexual. El moment en què mossega és la culminació d'una experiència sexual". Segons Fisher, "Dràcula va aprofitar les frustracions sexuals de les seves víctimes femenines. El matrimoni (Holmwood) va ser un matrimoni en el qual ella [Mina] no estava sexualment satisfeta i aquesta va ser la seva debilitat pel que fa a l'enfocament de Dràcula cap a ella.“ A l'escena on Mina torna després d'una nit amb Dràcula, les indicacions de Fisher a l'actriu van ser franques i inequívoques: "Quan va tornar després d'haver estat fora tota la nit ho va dir tot en un primer pla a la porta. Recordo que la Melissa [Stribling] va dir "Terry, com hauria d'interpretar l'escena?" Així que li vaig dir: "Escolta, t'hauries d'imaginar que vas tenir una nit de gresca sexual, la de tota la teva experiència sexual. Dona'm-ho a la teva cara!"
Segons el productor Anthony Hinds quan es tractava de seleccionar els personatges de Dràcula "mai se'ns va passar pel cap utilitzar ningú més que Chris Lee". Pel seu paper a Horror of Dracula, Lee va guanyar 750 lliures lliures. Parlant de filmar i fer la seva interpretació del personatge, Lee va recordar que ell "va intentar que el personatge fos tot el que era al llibre: heroic, romàntic, eròtic, fascinant i dinàmic."
El rodatge va començar a Bray Studios l'11 de novembre de 1957. La fotografia principal va acabar la vigília de Nadal de 1957. El treball d'efectes especials va continuar, amb la pel·lícula finalment acabada el 3 de gener de 1958.

### Efectes especials
El rodatge de la destrucció de Dràcula va incloure un pla en el qual Dràcula sembla treure la seva pell en descomposició. Això es va aconseguir posant una capa de maquillatge vermell a la cara de Lee i després cobrint-li tota la cara amb una fina capa de cera de funerària, que després es va preparar per adaptar-se al seu to de pell normal. Quan va passar els dits per la cera, va revelar les marques "crues" a sota. Aquesta sorprenent seqüència es va retallar, però es va restaurar per al llançament de Blu-ray de 2012, utilitzant imatges d'una impressió japonesa molt danyada.

### Roda del zodíac a l'escena final
Al final de la pel·lícula, Dràcula és destruït en una roda del zodíac incrustada al terra, que té diverses cites en llatí i grec. El cercle interior en grec té una cita de l'Odissea d'Homer, Llibre 18.136–7: "τοῖος γὰρ νόος ἐστὶν ἐπιχθονίων ἀνθρώπων οἷον ἐπ᾽ ἦμαρ ἄγησι πατὴρ ἀνδρῶν τε θεῶν τε" (o "La ment dels homes que viuen a la terra és com el dia que el pare dels déus i dels homes [Zeus] els porta.") La roda exterior està escrita en llatí, i és una cita d'Hesíode a través de Bartolomeo Anglico (De proprietatibus rerum, Llibre 8, Capítol 2): "Tellus vero primum siquidem genuit parem sibi coelum stellis ornatum, ut ipsam totam obtegat, utque esset beatis Diis sedes tuta semper." (o "I a la Terra va néixer primer el cel estrellat, igual a ella mateixa, per cobrir-la per tots els costats i per ser un lloc de residència sempre segur per als déus beneïts.") L'anell de Dràcula es deixa al glif del signe d'Aquari a la roda del zodíac.

## Llançament
La pel·lícula va rebre la seva estrena mundial a Milwaukee, Wisconsin als Estats Units el 8 de maig de 1958 com Horror of Dracula. Fou estrenada com una sessió doble amb la pel·lícula Universal-Internacional The Thing That Couldn't Die. La pel·lícula es va estrenar al Gaumont Haymarket de Londres el 21 de maig de 1958.

### Recepció crítica

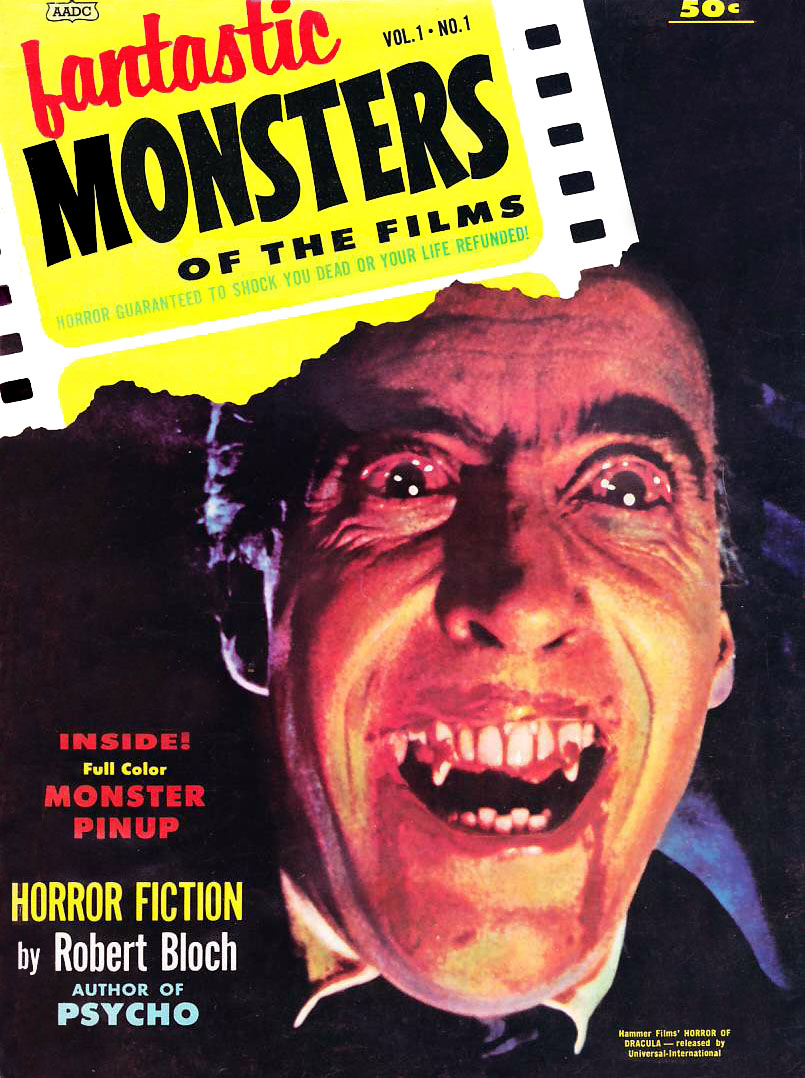
Christopher Lee com a Dràcula

Dracula va ser ben rebut per la crítica i els seguidors de les obres de Stoker. Les ressenyes de revistes comercials de 1958 van ser molt positives. Film Bulletin va assenyalar: "Tal com va produir Anthony Hinds en ombrívols orígens mig victorians... i dirigida per Terence Fisher amb un immens talent per a la presa de sang, aquest malson de Technicolor hauria de ser un autèntic plaer. La partitura de James Bernard és monumentalment sinistra i la fotografia de Jack Asher plena d'atmosfera premonitòria." Variety va dir que l'actuació de Peter Cushing era impressionant i va escriure que "l'enfocament seriós del tema macabre... afegeix molta tensió i suspens".
Harrison's Reports es va mostrar especialment entusiasmat: "De totes les pel·lícules de terror de 'Dràcula' produïdes fins ara, aquesta, feta a Gran Bretanya i fotografiada en Technicolor, les supera a totes. El seu impacte és, de fet, tan fantàstic que pot ser considerada com una de les millors pel·lícules de terror que s'han fet mai. El que fa que aquesta pel·lícula sigui superior és el tracte expert que aprofita al màxim els valors d'impacte de la història."
Vincent Canby a Motion Picture Daily va dir: "Hammer Films, la mateixa unitat de producció britànica que l'any passat va restaurar el Frankenstein de Mary Shelley al lloc que li corresponia a la cambra dels horrors de la pantalla, ha tornat encara amb més èxit l'avi de tots els vampirs, el comte Dràcula. És esgarrifosament realista en detalls (i de vegades tan sagnant com ho permet la llei). La producció física és de primer nivell, inclosos els escenaris, el vestuari i la fotografia Eastman Color i efectes especials."
La pel·lícula té una puntuació d'aprovació del 90% a Rotten Tomatoes basada en 40 ressenyes, amb una valoració mitjana de 7,75/10. El consens crític del lloc web afirma: "Intercanviant gore per grandesa, Horror of Dracula marca un gir impressionant per l’inveterat Christopher Lee com el vampir titular, i un estat d'ànim típic de Hammer que fa que l'aristocràcia sigui força sexy."

### Taquilla
La pel·lícula va guanyar uns 3,5 milions de dòlars en entrades de cinema arreu del món. Va tenir un rècord de deu dies a Milwaukee en el seu compromís d'estrena. Va ser una de les dotze pel·lícules més populars a la taquilla britànica el 1958. Va obtenir lloguers domèstics a Amèrica del Nord d'1 milió de dòlars.

### Mitjans domèstics
La pel·lícula va fer la seva primera aparició en DVD l'any 2002 als Estats Units en un disc autònom i més tard es va tornar a llançar el 6 de novembre de 2007 en un paquet de pel·lícules juntament amb Dràcula torna de la tomba, Taste the Blood of Dracula, i Dràcula 72; que formava part de Warner Bros. i la línia de DVD "4 Film Favorites" de New Line Cinema. El 7 de setembre de 2010, Turner Classic Movies va llançar la pel·lícula en un paquet de quatre juntament amb Dràcula torna de la tomba, La maledicció de Frankenstein i Frankenstein Must Be Destroyed. La pel·lícula es va estrenar en DVD al Regne Unit. l'octubre de 2002 juntament amb La maledicció de Frankenstein i La mòmia en una caixa titulada Hammer Horror Originals.
La pel·lícula es va restaurar digitalment i es va tornar a estrenar al Regne Unit. pel BFI el 2007. Quan la pel·lícula es va estrenar originalment al Regne Unit, el BBFC li va donar una qualificació X, es va reduir, mentre que la reestrena sense tallar de 2007 va rebre una classificació 12A.
Durant molts anys, els historiadors van assenyalar el fet que una versió encara més llarga i més explícita de la pel·lícula va ser presentada als cinemes japonesos i europeus el 1958. Els esforços per localitzar la llegendària "versió japonesa" de Dràcula havien estat infructuosos.
El setembre de 2011, Hammer va anunciar que l'escriptor i dibuixant Simon Rowson havia trobat part de l'estrena japonesa al National Film Center del Museu Nacional d'Art Modern de Tòquio. Els cinc primers rodets de la pel·lícula que tenia el centre van ser destruïts en un incendi el 1984, però els quatre últims rodets es van recuperar. Els rodets recuperats inclouen els últims 36 minuts de la pel·lícula i dues escenes ampliades, una de les quals és el descobriment d'una versió gairebé completa de l'escena icònica de la desintegració de la pel·lícula. Alguns experts assenyalen amb raó que encara falten imatges de l'escena de la desintegració, com ho demostren les fotografies i els records d'aquells que havien vist la seqüència dècades abans. L'anunci esmentava una transferència de telecine HD dels quatre rodets amb vista a un futur llançament al Regne Unit.
El 29 de desembre de 2012, Hammer va anunciar que la pel·lícula restaurada s'estrenaria en tres discs Blu-ray Disc de doble reproducció ambientat al Regne Unit el 18 de març de 2013. Aquesta versió conté la restauració BFI de 2007, juntament amb la restauració de Hammer d'alta definició de 2012, que inclou imatges que abans es creia que s'havien perdut. El conjunt conté còpies en Blu-ray Disc i DVD de la pel·lícula, així com diversos documentals addicionals que cobreixen els processos de producció, censura i restauració de la pel·lícula.
Una altra restauració digital va ser feta per l'actual titular dels drets domèstics, Warner Bros. Pictures, en associació amb el BFI, per a la publicació el desembre de 2018 en DVD i Blu-ray per la Warner Archive Collection. Aquesta versió és diferent de 2002 i 2007 als EUA. Es restauren els llançaments de DVD com el nom i el logotip originals d'Universal-International i els crèdits inicials porten el títol original de Dracula en comptes de Horror of Dracula. Tampoc conté cap de les imatges addicionals que Hammer va restaurar anteriorment.

## Seqüeles
Després de l'èxit de Dracula, Hammer va produir vuit seqüeless, sis de les quals inclouen Lee repetint el paper principal, i quatre de les quals inclouen Cushing repetint el paper de Van Helsing.
- The Brides of Dracula (1960)
- Dràcula, príncep de les tenebres (1966)
- Dràcula torna de la tomba (1968)
- Taste the Blood of Dracula (1970)
- Les cicatrius de Dràcula (1970)
- Dràcula 72 (1972)
- Els ritus satànics de Dràcula (1973)
- La llegenda dels set vampirs d'or (1974)

## Adaptació a còmic
- The House of Hammer #1 (October 1976), adaptat per Dez Skinn and Paul Neary.[30]